# Theo Van Speybroeck
Theo Van Speybroeck (Lovendegem, 16 juli 1931 – Eeklo, 17 augustus 2013) was een Belgisch CVP-politicus, actief in de Oost-Vlaamse gemeente Lovendegem. Beroepshalve was hij zijn ganse loopbaan in dienst bij de Christelijke Mutualiteit.
Hij stelde zich een eerste maal kandidaat voor de gemeenteraadsverkiezingen in 1970 om in 1971 toe te treden tot de gemeenteraad. Begin 1977 werd de fusie der gemeenten doorgevoerd. Vinderhoute en Lovendegem gingen samen en Theo Van Speybroeck werd er de eerste burgemeester. Hij bleef op post tot eind 1994 en werd na de verkiezingen opgevolgd door zijn schepen van financiën Chris De Wispelaere.